# とちぎんTT証券
とちぎんTT証券株式会社（とちぎんてぃてぃしょうけん、英: Tochigin Tokai Tokyo Securities Co.,Ltd.）は、栃木県宇都宮市に本社（店舗である、本店営業部は別立地）を置く日本の証券会社。栃木銀行の連結子会社。

## 概要
創業110有余年の歴史を有する栃木県唯一の地場証券会社である。
2000年に東海東京証券の子会社となり、その後東海東京フィナンシャル・ホールディングス設立により同HDの子会社に移行。
東海東京証券（および後身の東海東京FHD）は2007年の山口フィナンシャルグループを皮切りに、地域金融機関とのアライアンス戦略により営業基盤を拡大する施策を採っており、その一環として2016年8月23日、 栃木銀行に子会社である「宇都宮証券」株式の過半（60％）を譲渡し同年度内に栃木銀行の子会社とすることで基本合意したと発表。東海東京FHDも引き続き出資を維持し、両社の共同出資会社となった。
山口FGをはじめ横浜銀行、西日本シティ銀行、池田泉州ホールディングス、ほくほくフィナンシャルグループとのアライアンスは、共同出資により設立した地域新会社に東海東京証券の該当地域支店を会社分割により譲渡し営業開始させているが、栃木銀行とのアライアンスでは子会社の宇都宮証券を活用しての提携となった。2018年10月、とちぎんTT証券に社名変更した。
地場の足利銀行とも取引関係があり、栃木銀行傘下となってからも一定数の取引を継続している。

## 沿革
- 1910年（明治43年）11月 - 宇都宮信託合資会社として創業[1]。
- 1920年（大正9年） - 宇都宮ビルブローカーを設立。同年、宇都宮信託合資会社を買収[1]。
- 1929年（昭和4年） - 宇都宮ビルブローカーを解散し、宇都宮商会を設立[1]。
- 1945年（昭和20年）2月 - 宇都宮商会は組織変更し、宇都宮証券株式会社となる[1]。
- 2000年（平成12年）5月 - 東海東京証券株式会社の傘下となる[1]。
- 2009年（平成21年）4月 - 東海東京フィナンシャル・ホールディングス株式会社の傘下となる[1]。
- 2017年（平成29年）4月 - 栃木銀行の連結子会社となる[1]。
- 2018年（平成30年）10月 - とちぎんTT証券に社名変更[1]。

## 本支店一覧
- 本社 栃木県宇都宮市池上町4番4号

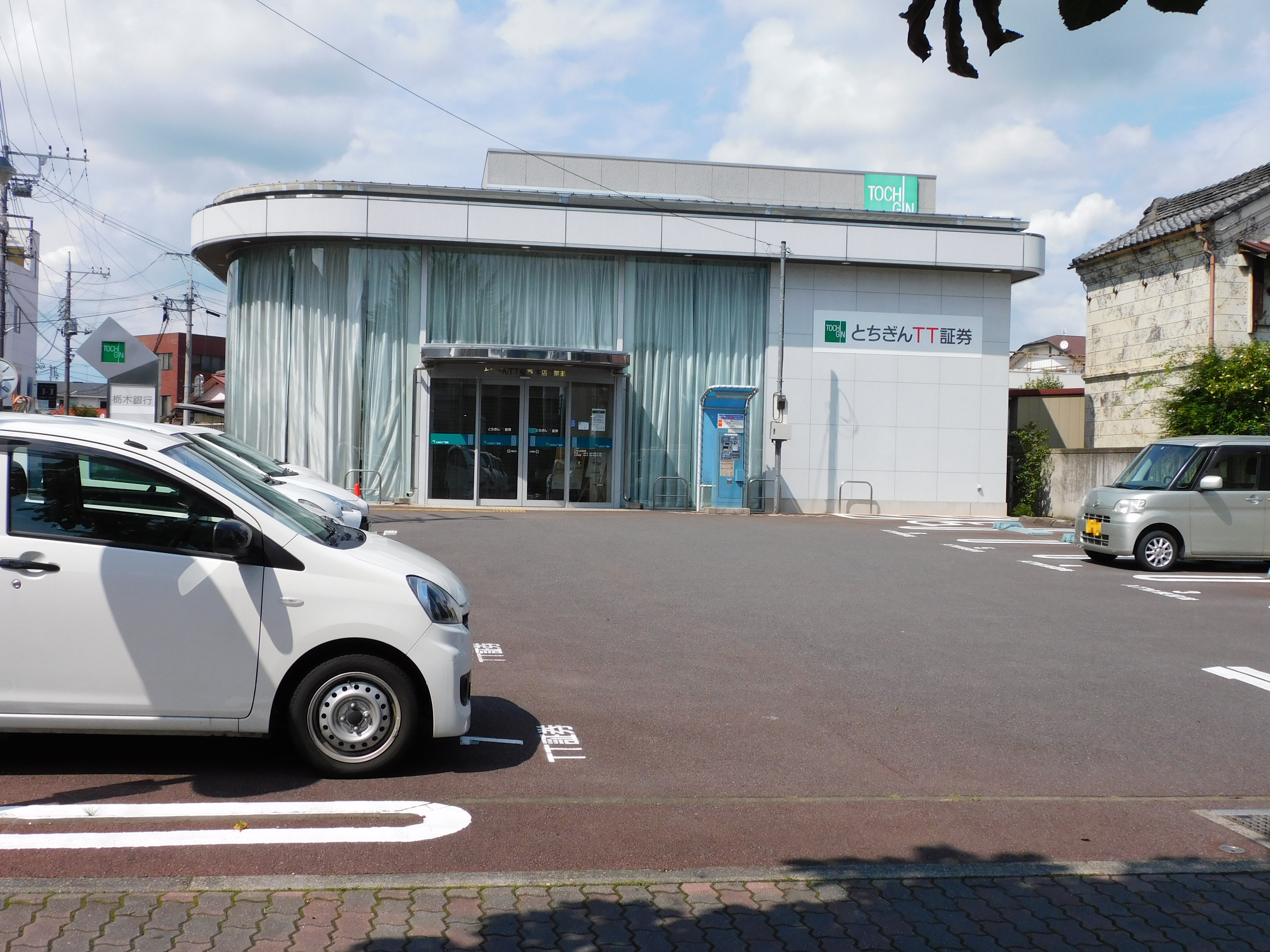
本店営業部

- 本店営業部 栃木県宇都宮市小幡二丁目6番17号（栃木銀行旧宇都宮西支店）[7]
- 宇都宮東支店 栃木県宇都宮市東宿郷三丁目2番18号
- 今市支店 栃木県日光市今市474番地
- 鹿沼支店 栃木県鹿沼市栄町一丁目1番地4[8]
- 真岡支店 栃木県真岡市並木町四丁目5番10号
- 西那須野支店　栃木県那須塩原市五軒町6番4号
- 栃木支店 栃木県栃木市河合町3番8号（栃木銀行栃木支店内）[9]
- 越谷支店 埼玉県越谷市赤山本町10番地15（栃木銀行越谷西支店内）